# Chen Shih-Hsin
Chen Shih-Hsin (en xinès: 陳詩欣–) (16 de novembre de 1978) és una esportista taiwanesa que va competir en taekwondo. Va guanyar una medalla d'or en els Jocs Olímpics d'Estiu d'Atenes de l'any 2004.